# Råbjerg Mile

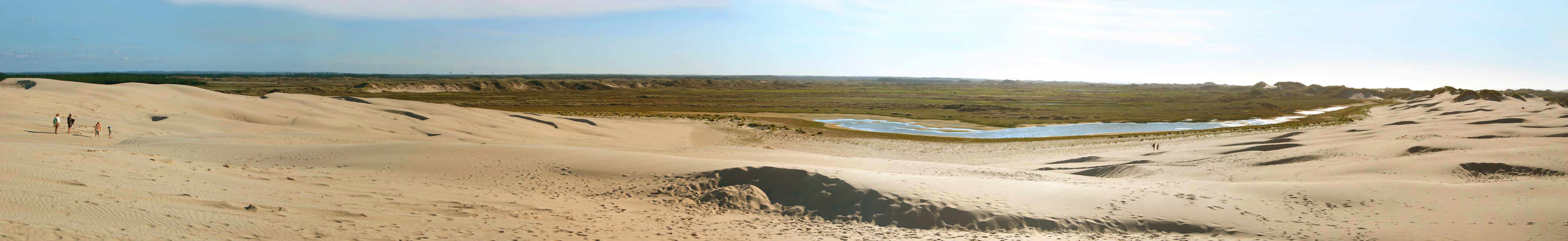
Råbjerg Mile

Råbjerg Mile, 360°-Panorama

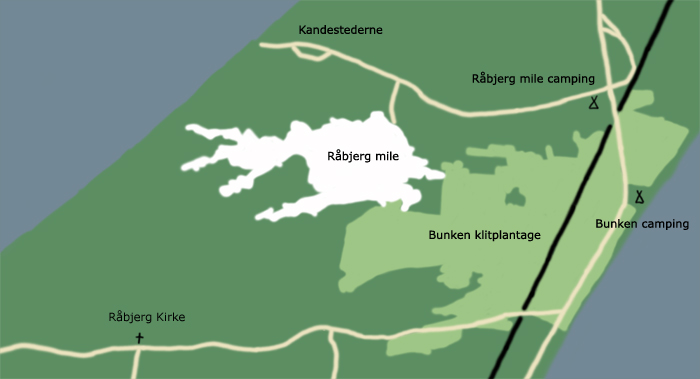
Lage der Wanderdüne auf der 6 km breiten Landzunge Skagens Odde

Råbjerg Mile ist eine Wanderdüne an der Nordspitze Jütlands, Dänemark. Sie steht seit 1900 unter Naturschutz. Dadurch wird sichergestellt, dass sich die Dünenwanderung ungehindert fortsetzen kann. 

## Naturphänomen
Die Sandmassen erreichen Höhen von über 40 Metern und bedecken eine Fläche von etwa 120 ha. Durch die vorherrschenden Westwinde bewegt sich der Sand in östliche Richtung auf das Kattegat zu. Jedes Jahr legt die Düne durchschnittlich 15 Meter zurück. Schätzungen zufolge wird Råbjerg Mile etwa um das Jahr 2130 die 3,5 km entfernte Landstraße nach Skagen erreichen und nach weiteren 30 Jahren in der Ostsee verschwinden. An der Frage, ob die Bahnstrecke Frederikshavn–Skagen in einhundert Jahren westlich um die Düne herumgeführt werden müsste, hat sich bislang keine politische Debatte entzündet.
Mitte des 19. Jahrhunderts litt auch das nördlich gelegene Städtchen Skagen unter zunehmendem Flugsand, eine Folge von Abholzung und Zerstörung der Dünenvegetation, um den Bedarf an Brennmaterial sicherzustellen. Die Gemeinde bot schließlich dem Parlament an, die unwirtlichen Landstriche dem Staat zu übereignen. Dieser betrieb ab 1887 ein umfangreiches Aufforstungsprogramm. Die Forste  (klitplantager) in Bunken und Skagen wurden angelegt. Gleichzeitig erhielt Skagen eine befestigte Straße nach Aalbæk und eine Eisenbahnanbindung. Zuvor hatte jeder Transport noch mit Pferdefuhrwerken über den unwegsamen Strand der Ostsee bewerkstelligt werden müssen.
Die Zähmung der rohen Naturkräfte weckte jedoch auch Widerstand. Der Dichter Jeppe Aakjær (1866–1930) setzte sich früh für den Naturschutz ein. 1900 erwarb der dänische Staat das Gebiet um Råbjerg Mile, um es vor menschlichen Eingriffen zu schützen.

## Filmset
Das wüstenhafte Panorama diente, während in Europa der Erste Weltkrieg stattfand, als Szenerie für den dänischen Stummfilm Sfinxens Hemmelighed (deutsch: „Das Geheimnis der Sphinx“) von Regisseur Robert Dinesen. Die monumentale Holzkulisse einer aus dem Sand ragenden Sphinx von Gizeh zog so viele Schaulustige an, dass die Dreharbeiten gelegentlich unterbrochen wurden, um den Sommergästen ihr Vergnügen zu lassen.